# Tylos maindronii
Tylos maindronii är en kräftdjursart som beskrevs av Soika 1954. Tylos maindronii ingår i släktet Tylos och familjen Tylidae. Inga underarter finns listade i Catalogue of Life.